# Prodromos Katsandonis
Prodromos Katsandonis, gr. Πρόδρομος Κατσαντώνης (ur. 20 października 1975) – cypryjski lekkoatleta, sprinter, płotkarz, uczestnik Letnich Igrzysk Olimpijskich 1996, 2000 i 2004.

## Rekordy życiowe
- Bieg na 100 m – 10.19 (2003)
- Bieg na 200 m – 20.37 (1998)
- Bieg na 110 m przez płotki – 13.92 (1995)